# Real voice
「Real voice」（リアル・ボイス）は、絢香の3枚目のシングル。2006年7月19日にワーナーミュージック・ジャパンから発売された。

## 解説
前々作の「I believe」と同じくテレビドラマ主題歌に起用された。前作までは名前の表記が「絢香 ayaka」だったが、本作からは「絢香」となった。

## 収録曲
（全作詞：絢香、作曲：西尾芳彦）
1. Real voice [4:00]
編曲：L.O.E
  - フジテレビドラマ『サプリ』主題歌
2. Peace loving people [3:45]
編曲：石塚知生
絢香が音楽活動を始めた際に、テレビで戦争のシーンが流れたことがきっかけで生まれた曲。「CLAP & LOVE/Why」の3曲目に自身初のホールツアーの「Peace loving...」の2007年7月10日東京国際フォーラム追加公演の音源が収録されている。2007年の『紅白歌合戦』では「Peace loving people 〜スペシャル・ピアノ・バージョン〜」として披露された。
3. Real voice（Inst.）

## 収録アルバム
| 曲名                | 収録アルバム                  | 発売日        | 備考                  |
| ------------------- | ----------------------------- | ------------- | --------------------- |
| Real voice          | 『First Message』             | 2006年11月1日 | 1stオリジナルアルバム |
| Real voice          | 『ayaka's History 2006-2009』 | 2009年9月23日 | ベストアルバム        |
| Peace loving people | 『ayaka's History 2006-2009』 | 2009年9月23日 | ベストアルバム        |